# موسیقی بلوگرس

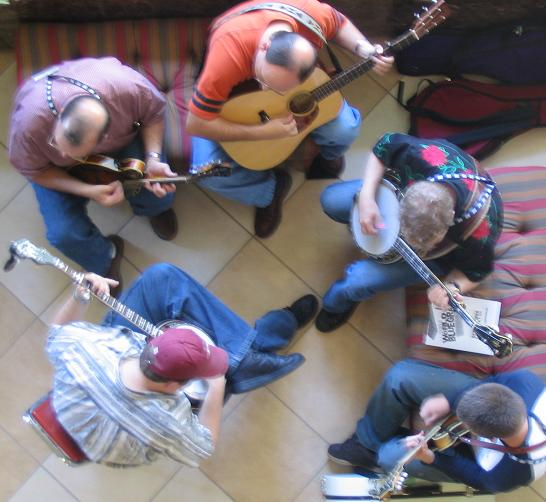
نوازندگان در حال اجرای موسیقی بلوگرس

موسیقی بلوگرس نوعی موسیقی آمریکایی و از زیرشاخه‌های موسیقی کانتری است. بلوگرس در موسیقی سنتی ایرلند، اسکاتلند، ولز و انگلستان ریشه دارد و در گذر زمان تحت تأثیر عناصر موسیقی جز قرار گرفته است.
در موسیقی بلوگرس بیشتر از سازهای زهی مانند بانجو، ماندولین، دابرو و ... استفاده می‌شود.